# Christian Trepka
Christian Friederich Trepka (23. marts 1779 i København – 29. oktober 1864 sammesteds) var en dansk officer, far til Johan Christian Matthias Trepka og Holten Fürchtegott Trepka.

## Karriere
Han var søn af major Simon Trepka (30. november 1732 i Sachsen – 13. februar 1795 i Nyborg), der 1757 var trådt i dansk krigstjeneste, og dennes 2. hustru Martha Maria f. Silberschild (døbt 20. oktober 1757 i København – 1807). Han var landkadet ved faderens død, blev 1798 ansat ved Sjællandske Infanteriregiment og samme år udkommanderet med linjeskibet Ditmarsken på en rejse til Ostindien, hvorfra han kom hjem det næste år. Som sekondløjtnant lå han 1801 på Kronborg, og med sit batteri deltog han med et tab af flere døde og sårede i beskydningen af den engelske flåde, da den 30. marts forcerede passagen gennem Øresund. I de følgende år fik han anvendelse dels som aide-ingeniør på Kronborg, dels som tegner for kronprinsens (Frederik VI) kortarkiv og endelig som adjudant ved det med det Sjællandske Infanteriregiment sammensmeltede Marineregiment. 1810 blev han kammerjunker.

## I Napoleonskrigene
I maj 1813 afgik Trepka, der 1803 var avanceret til premierløjtnant, 1809 til karakteriseret kaptajn og 1811 til stabskaptajn, til Armeen i Holsten som adjudant hos general grev Georg Ludvig von der Schulenburg, der førte 1. brigade af det korps, som under Frederik af Hessen side om side med franskmændene under Louis-Nicolas Davout kæmpede imod de allierede magter. Trepka fik under dette for de danske våben så hæderlige felttog lejlighed til at deltage i fægtningerne ved Zarenthin, Gross Zecher, Euslingen, Bornhøved og i det af de danske så energisk udførte gennembrud ved Sehested, hvor han ligesom sin chef lagde stort personligt mod for dagen samt viste ualmindelig aktivitet og snarrådighed. Fra dette felttog lyder dommen over ham således: "en sjælden rask, solid Officer med gode militære Indsigter, utrættelig og villig."

## Senere virke
Efter endt felttog 1814 blev Trepka Ridder af Dannebrog og forsat til Generalstaben og deltog i okkupationen af Nordfrankrig som chef for general Samuel Waldecks brigadestab til 1817, da han blev major og adjudant hos Frederik VI, der 1824 udnævnte ham til militærbefuldmægtiget for Holsten og Lauenborg ved det Tyske Forbunds militærkommission i Frankfurt am Main. Denne vanskelige stilling beklædte Trepka til sin konges fulde tilfredshed, hvorom vidner hans udnævnelse til kammerherre (1836) samt hans avanceren op til generalmajor (oberstløjtnant 1827, oberst 1834, generalmajor 1842). Da hans stilling i Frankfurt ved krigens udbrud 1848 blev umulig, entledigedes han som generalløjtnant. Han blev Dannebrogsmand 1826 og Kommandør af Dannebrog 1840.
Han blev gift 1. gang 19. juli 1805 i Garnisons Kirke med Oliva Petræa Bugge (13. december 1781 i København – 17. marts 1807 sammesteds), datter af proviantforvalter Mathias Bugge (1741-1786) og Amalia Magdalene Christiane Caroline Rørbye (1760-1830). 2. gang 17. februar 1809 i samme kirke med hendes søster Mathiane Bugge (døbt 25. september 1786 – 30. maj 1858 i København). Han døde 29. oktober 1864 og oplevede således, at både hans ældste søn og dennes eneste søn Christian Trepka (1842-1864) fandt døden på valpladsen.
Han er begravet på Garnisons Kirkegård.